# Ramon Trinxet
Ramon Trinxet (Barcelona, 1892 — 1968) fue un médico y político democristiano,  de Cataluña, España.
Fue un intelectual y profesional del momento.
Se licenció en Medicina en la Universidad de Barcelona.
Políticamente, comenzó afiliado a la Lliga Regionalista, pero en 1922 se pasó a Acció Catalana. En 1931 fue uno de los fundadores de Unió Democràtica de Catalunya (UDC), junto con Pau Romeva i Ferrer, Maurici Serrahima i Bofill y otros.
En 1930 y 1931, Ramón Trinxet fue presidente del Patronato de Menores Abandonados y Presos de Barcelona, y representante ante la Junta de Protección de la Infancia de la Diputación de Barcelona.
En 1931, fue también presidente de la academia de la Juventud Católica.
Fue uno de los firmantes del Manifiesto de Adhesión a la República firmado en Barcelona el 15 de abril de 1931.
En octubre de 1932, junto a Juan Bta. Roca, fue designado como adjunto de la presidencia del congreso nacional de Unió Democràtica de Catalunya, cuyo presidente fue designado el doctor Luis Vila de Abadal. Componían el secretariado los señores José M. Trías Peixt, José M. CasasaSj José Sagarra, Antonio Traper, Antonio Csrbó y. Juan Bta. Alvaros.